# 石浦バイパス
石浦バイパス（いしうらバイパス）は、岐阜県高山市久々野町久々野町から高山市千島町に至る国道41号の延長9.2 km（キロメートル）のバイパスである。地域高規格道路「高山下呂連絡道路」の一部を構成する。

## 概要
石浦バイパスは高山市久々野町久々野から高山市一之宮町に至る1工区（宮峠トンネル）と高山市一之宮町から高山市千島町に至る2工区（宮高山バイパス）からなる。宮峠トンネルは急勾配・急カーブが多く国道41号の難所である宮峠をトンネルによって迂回する。

### 路線データ
- 路線名 : 一般国道41号
- 起点 : 岐阜県高山市久々野町久々野
- 終点 : 岐阜県高山市千島町
- 延長 : 9.2 km
- 事業主体 : 国土交通省中部地方整備局高山国道事務所

#### 宮峠トンネル
- 起点 : 岐阜県高山市久々野町久々野
- 終点 : 岐阜県高山市一之宮町
- 延長 : 4.7 km
  - 宮峠トンネル区間 : 3.6 km
  - 現道活用区間 : 1.1 km
- 道路規格 : 第3種第2級
- 道路幅員
  - 土工部 : 10.0 m
  - トンネル部 : 8.0 m
  - 車線幅員 : 3.5 m
- 車線数 : 2車線
- 設計速度 : 60 km/h

#### 宮高山バイパス
- 起点 : 岐阜県高山市一之宮町
- 終点 : 岐阜県高山市千島町
- 延長 : 4.5 km
- 道路規格 : 第3種第1級
- 道路幅員
  - 土工部 : 20.5 m
- 車線数 : 4車線
- 車線幅員 : 3.5 m
- 設計速度 : 80 km/h

## 歴史
- 2000年（平成12年）4月14日 - 2工区都市計画決定[2]

- 2000年度（平成12年度） - 2工区事業化[2]
- 2003年度（平成15年度）  - 1工区事業化[2]
- 2004年度（平成16年度）  - 1工区・2工区用地取得に着手[2]
- 2015年（平成27年） 8月2日 - 1工区起工式[2]
- 2016年（平成28年） 6月9日 - 1工区宮峠トンネル工事安全祈願祭開催[2][3]
- 2016年（平成28年） 12月3日 - 1工区トンネル工事中に落石で作業員1人死亡[4]
- 2018年（平成30年） 12月9日 - 宮峠トンネル貫通[2]
- 2020年（令和2年） 12月12日 - 1工区開通[2][5]
- 2021年（令和3年）4月1日  - 宮峠トンネルに並行する高山市久々野町山梨から高山市一之宮町に至る旧道の路線名が市道宮峠線に変更され高山市へ移管された[6]。

### 道路施設

#### 主要構造物
- 宮峠トンネル - 延長1,863 m

## 地理

### 通過する自治体
- 岐阜県
  - 高山市

### 交差する道路
- 都市計画道路松之木千島線